# Châlette-sur-Loing
Châlette-sur-Loing és un municipi francès, situat al departament del Loiret i a la regió de Centre – Vall del Loira. L'any 2007 tenia 13.196 habitants.

## Demografia

### Població
El 2007 la població de fet de Châlette-sur-Loing era de 13.196 persones. Hi havia 5.228 famílies, de les quals 1.677 eren unipersonals (631 homes vivint sols i 1.046 dones vivint soles), 1.478 parelles sense fills, 1.585 parelles amb fills i 488 famílies monoparentals amb fills.
La població ha evolucionat segons el següent gràfic:
Habitants censats

### Habitatges
El 2007 hi havia 5.980 habitatges, 5.335 eren l'habitatge principal de la família, 117 eren segones residències i 527 estaven desocupats. 3.741 eren cases i 2.172 eren apartaments. Dels 5.335 habitatges principals, 2.719 estaven ocupats pels seus propietaris, 2.552 estaven llogats i ocupats pels llogaters i 65 estaven cedits a títol gratuït; 82 tenien una cambra, 667 en tenien dues, 1.583 en tenien tres, 1.582 en tenien quatre i 1.422 en tenien cinc o més. 3.380 habitatges disposaven pel capbaix d'una plaça de pàrquing. A 2.869 habitatges hi havia un automòbil i a 1.402 n'hi havia dos o més.

### Piràmide de població
La piràmide de població per edats i sexe el 2009 era:
| Homes | Edats   | Dones |
| ----- | ------- | ----- |
| 8     | 95 o +  | 20    |
| 48    | 90 a 94 | 84    |
| 68    | 85 a 89 | 148   |
| 112   | 80 a 84 | 152   |
| 252   | 75 a 79 | 324   |
| 256   | 70 a 74 | 320   |
| 348   | 65 a 69 | 404   |
| 304   | 60 a 64 | 320   |
| 368   | 55 a 59 | 372   |
| 508   | 50 a 54 | 384   |
| 432   | 45 a 49 | 516   |
| 340   | 40 a 44 | 432   |
| 396   | 35 a 39 | 396   |
| 564   | 30 a 34 | 508   |
| 512   | 25 a 29 | 448   |
| 453   | 20 a 24 | 504   |
| 476   | 15 a 19 | 504   |
| 412   | 10 a 14 | 452   |
| 520   | 5 a 9   | 472   |
| 400   | 0 a 4   | 432   |

## Economia
El 2007 la població en edat de treballar era de 8.066 persones, 5.362 eren actives i 2.704 eren inactives. De les 5.362 persones actives 4.312 estaven ocupades (2.397 homes i 1.915 dones) i 1.051 estaven aturades (466 homes i 585 dones). De les 2.704 persones inactives 743 estaven jubilades, 826 estaven estudiant i 1.135 estaven classificades com a «altres inactius».

### Ingressos
El 2009 a Châlette-sur-Loing hi havia 5.339 unitats fiscals que integraven 13.492 persones, la mediana anual d'ingressos fiscals per persona era de 13.243 €.

### Activitats econòmiques
Dels 386 establiments que hi havia el 2007, 1 era d'una empresa extractiva, 10 d'empreses alimentàries, 22 d'empreses de fabricació d'altres productes industrials, 59 d'empreses de construcció, 134 d'empreses de comerç i reparació d'automòbils, 24 d'empreses de transport, 27 d'empreses d'hostatgeria i restauració, 4 d'empreses d'informació i comunicació, 11 d'empreses financeres, 13 d'empreses immobiliàries, 23 d'empreses de serveis, 28 d'entitats de l'administració pública i 30 d'empreses classificades com a «altres activitats de serveis».
Dels 106 establiments de servei als particulars que hi havia el 2009, 1 era una oficina de correu, 4 oficines bancàries, 2 funeràries, 12 tallers de reparació d'automòbils i de material agrícola, 1 taller d'inspecció tècnica de vehicles, 2 establiments de lloguer de cotxes, 3 autoescoles, 13 paletes, 13 guixaires pintors, 7 fusteries, 8 lampisteries, 3 electricistes, 3 empreses de construcció, 9 perruqueries, 1 veterinari, 18 restaurants, 3 agències immobiliàries i 3 salons de bellesa.
Dels 55 establiments comercials que hi havia el 2009, 1 era, 5 supermercats, 1 un supermercat, 1 una gran superfície de material de bricolatge, 6 botiges de menys de 120 m², 8 fleques, 7 carnisseries, 1 una carnisseria, 3 llibreries, 8 botigues de roba, 1 una botiga de roba, 2 sabateries, 1 una sabateria, 4 botigues de mobles, 1 una botiga de mobles, 1 una botiga de material esportiu, 1 una botiga de material de revestiment de parets i terra i 3 floristeries.
L'any 2000 a Châlette-sur-Loing hi havia 3 explotacions agrícoles.

## Equipaments sanitaris i escolars
El 2009 hi havia 6 farmàcies i 1 ambulància.
El 2009 hi havia 5 escoles maternals i 5 escoles elementals. A Châlette-sur-Loing hi havia 2 col·legis d'educació secundària i 1 liceu tecnològic. Als col·legis d'educació secundària hi havia 1.201 alumnes i als liceus tecnològics 596.
Châlette-sur-Loing disposava d'un centre de formació no universitària superior de formació sanitària.

## Poblacions més properes
El següent diagrama mostra les poblacions més properes.